# Heteroclinus heptaeolus
Heteroclinus heptaeolus är en fiskart som först beskrevs av Ogilby, 1885.  Heteroclinus heptaeolus ingår i släktet Heteroclinus och familjen Clinidae. Inga underarter finns listade i Catalogue of Life.